# Горгенцелль
Горгенцелль (нім. Horgenzell) — громада в Німеччині, знаходиться в землі Баден-Вюртемберг. Підпорядковується адміністративному округу Тюбінген. Входить до складу району Равенсбург.
Площа — 56,16 км2. Населення становить 5452 ос. (станом на 31 грудня 2020).